# Deutsche Sprintmeisterschaften 1998
Die 2. Deutschen Sprintmeisterschaften im Rudern wurden 1998 in Bad Waldsee ausgetragen. Bei dieser Austragung wurden erstmals Einer-Wettbewerbe durchgeführt. Dafür fielen jedoch der Zweier ohne Steuerfrau und der Vierer ohne Steuerfrau aus. Somit wurden in acht Bootsklassen Medaillen vergeben, davon sechs bei den Männern und zwei bei den Frauen. Die Rennen wurden erstmals über die maximale Distanz von 500 Metern ausgetragen.

## Medaillengewinner

### Männer
| Bootsklasse            | Gold | Silber | Bronze |
| ---------------------- | --- | --- | --- |
| Einer                  | Stephan Volkert (RTHC Bayer Leverkusen) | Andreas Schwab (RG Ghibellinia Waiblingen) | Stefan Locher (RC Witten) |
| Doppelzweier           | RG Speyer 1883 Peter Faber Nils Seibert | RC Witten Stefan Locher Andreas Bech | RC Witten Holger Düchting Joachim Borgmann |
| Zweier ohne Steuermann | RV Münster von 1882 Falko Fugel Andreas Lütkefels | Gießener RC Hassia Andreas Trzenschiok Jürgen Hüttenberger | Karlsruher RV Wiking Paul Schmidt Matthias Butz |
| Doppelvierer           | IGOR Offenbach Marc Bussian Christian Dommermuth Bernd Wicker Wolf Bussian                                                                                         | RC Witten Holger Düchting Joachim Borgmann Stefan Locher Andreas Bech                                                                                                 | Donau-RC Ingolstadt Cornelius Menig Christian Salmen Stefan Domalski Jan Weiß                                                                                 |
| Vierer mit Steuermann  | Rüsselsheimer Ruder-Klub 08 Sven Hoffmann Jens Bornemann Harald Blum Lutz Beyer Heike Leisegang (Stf.)                                                             | RRG Mülheim Lars Kleinhaus Matthias Gathmann Björn Siebert Martin Kiefer Felix Erdmann (Stm.)                                                                         | RV Weser Hameln Fabian Wellhausen Arne Berner Jörn Kerkhoff Ole Dinkela Frank Bode (Stm.)                                                                     |
| Achter                 | Rüsselsheimer Ruder-Klub 08 Martin Kraft Thorsten Fett Sven Hoffmann Jens Bornemann Harald Blum Gerhard Darnieder Thomas Wissler Lutz Beyer Heike Leisegang (Stf.) | Stuttgarter RG von 1899 Gunter Schweickhardt Christoph Reif Thorsten Schnabel Lutz Weiler Slobodan Mögle Wolfram Unold Jürgen Schmid Gerhard Müller Anna Warth (Stf.) | Mannheimer RV Amicitia Burkhard Hahn Bernd Schütz Marc Lösken Mark Steinbach Colin von Ettinghausen Martin Veit Thomas Ding Dirk Suhleder Stefan Adler (Stm.) |

### Frauen
| Bootsklasse  | Gold                                       | Silber                                               | Bronze                                   |
| ------------ | ------------------------------------------ | ---------------------------------------------------- | ---------------------------------------- |
| Einer        | Karin Stephan (Ludwigshafener RV von 1878) | Britta Holthaus (Kettwiger RG von 1906)              | Barbara Grützmacher (RG Benrath)         |
| Doppelzweier | Kettwiger RG Linn Mehnert Britta Holthaus  | Ludwigshafener RV von 1878 Birgit Groß Karin Stephan | RG Benrath Katrin Paeschke Henrike Maatz |